# Paul Darius
Paul Darius (* 24. Januar 1893 in Aachen; † 28. Januar 1962 in Stuttgart) war ein deutscher Architekt und Hochschullehrer, der insbesondere durch die Planung und Errichtung von Lichtspielhäusern und Theatern bekannt wurde.

## Leben
Zu seinen Mitarbeitern gehörte u. a. in den 1930er Jahren Carl Bimboes. An Planung und Errichtung des Lichtspielhauses Schramberg waren 1928 als weitere Mitarbeiter der Architekt Karl Braun und – als örtlicher Bauleiter – der Architekt Paul Gais beteiligt.
Von 1942 bis 1944 war Darius Professor an der Staatlichen Hochschule für Baukunst und bildende Künste in Weimar.

## Bauten

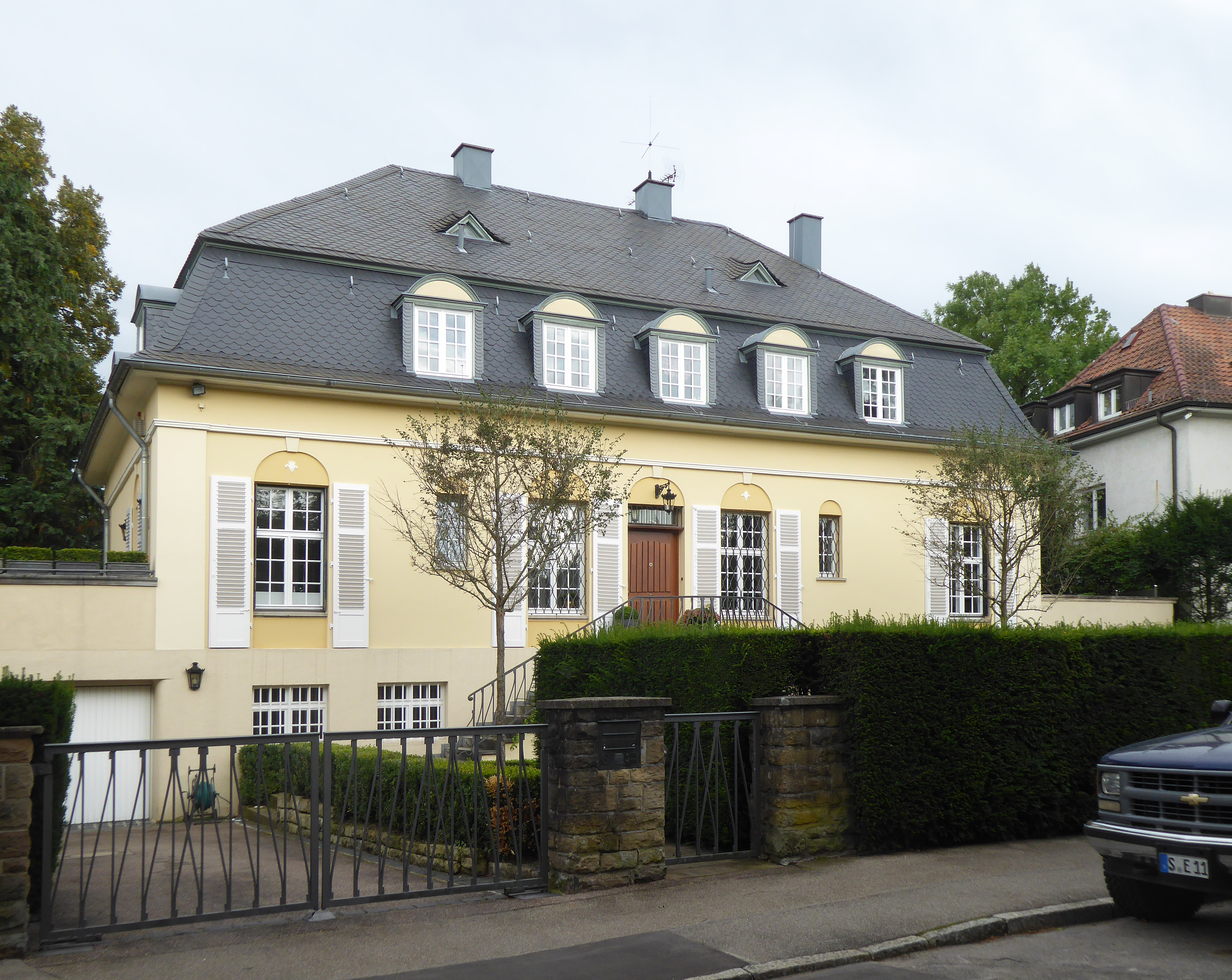
Wohnhaus Am Bismarckturm 6 (1922)

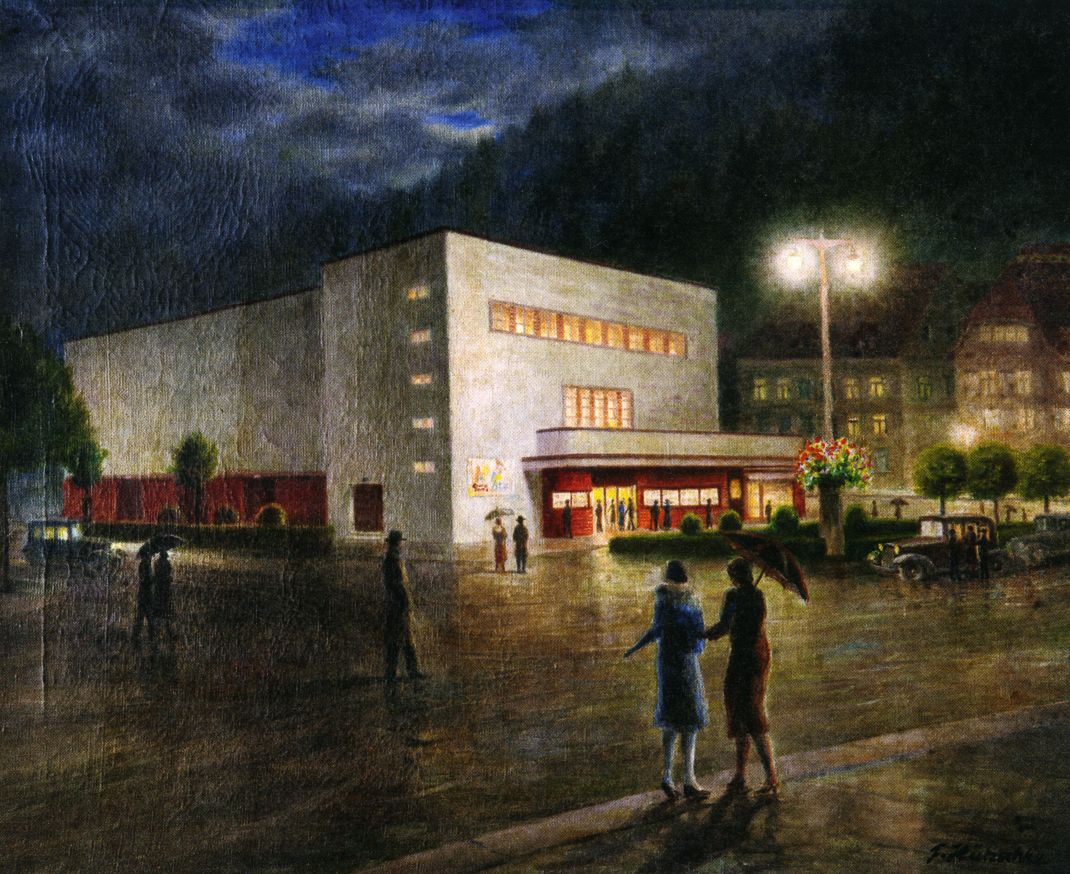
Lichtspielhaus Schramberg (Gemälde von Franz Hützschke, um 1930)

- Haus Kickley bei Nideggen für Otto Hoesch
- 1922: Wohnhaus in Stuttgart, Am Bismarckturm 6
- 1927: Lichtspieltheater Capitol für Eugen Reich-Rohmány in Heidelberg, Bergheimer Straße 59[4]
- 1928: Lichtspieltheater Capitol für Georg Müller in Mannheim, Waldhofstraße 2 (unter Denkmalschutz)[5][6]
- 1928: Lichtspielhaus Schramberg für die Lichtspielbetriebs-Gesellschaft mbH Laupheim (vertreten durch Max Friedland) in Schramberg, Oberndorfer Straße 47
- vor 1937: Arzthaus Dr. Schopf  mit Bildhaueratelier in Vaihingen[7][8]
- 1938: schlossartige Neubarock-Villa mit Landschaftsgarten (genannt Jägerhof) für den Fabrikanten Albert Boehringer in Ingelheim am Rhein, Belzerstraße 9 (unter Denkmalschutz)[9]
- vor 1941: Wohnhaus auf der Schwäbischen Alb[10]
- vor 1941: Wohnhaus in Württemberg[11]
- vor 1954: eigenes in Wohnhaus in Stuttgart[12]

## Schriften
- Drei Landhäuser von Paul Darius, Stuttgart. Landsitz und Stadtrandhaus. In: Moderne Bauformen, Jahrgang 1940.

(anscheinend auch als Sonderdruck (mit 36 Seiten?) unter dem Titel Einfamilienhäuser. Architekt Paul Darius, Stuttgart.)